# Llista de topònims de Llupià
Llista de topònims (noms propis de lloc) de Llupià (Rosselló).
Informació actualitzada per un bot. Els canvis manuals es perdran quan s'actualitzi!

## església
| imatge | Nom                      | Ubicat a | instància de          | Detalls                                                                           | coordenades                                                  | Protecció | Commons (més fotos)              | Dades a WD                    |
| ------ | ------------------------ | -------- | --------------------- | --------------------------------------------------------------------------------- | ------------------------------------------------------------ | --------- | -------------------------------- | ----------------------------- |
|        | Sant Tomàs de Llupià     | Llupià   | església Ús: església | Estil: arquitectura romànica Anomenat per: Tomàs apòstol Dedicat a: Tomàs apòstol | 42° 37′ 11″ N, 2° 46′ 11″ E / 42.6198°N,2.76979°E 111.5 msnm |           | Église Saint-Thomas de Llupia    | Modifica les dades a Wikidata |
|        | Santa Maria de Vilarmilà | Llupià   | església Ús: església | Estil: arquitectura romànica Dedicat a: Verge Maria                               | 42° 37′ 23″ N, 2° 47′ 38″ E / 42.623°N,2.7939°E 102.6 msnm   |           | Église Sainte-Marie de Vilarmila | Modifica les dades a Wikidata |

## instal·lació
| imatge | Nom                       | Ubicat a | instància de                          | Detalls | coordenades                                                                         | Protecció | Commons (més fotos) | Dades a WD                    |
| ------ | ------------------------- | -------- | ------------------------------------- | ------- | ----------------------------------------------------------------------------------- | --------- | ------------------- | ----------------------------- |
|        | casa de la vila de Llupià | Llupià   | instal·lació Ús: seu del govern local |         | 42° 37′ 13″ N, 2° 46′ 10″ E / 42.6202465546176°N,2.76951630956361°E fr:66300 LLUPIA |           | Town hall of Llupia | Modifica les dades a Wikidata |
|        | deixalleria de Llupià     | Llupià   | instal·lació Ús: deixalleria          |         | fr:Derrière le Dépôt du Conseil Départemental 66300 Llupia                          |           |                     | Modifica les dades a Wikidata |

## Misc
| imatge | Nom                          | Ubicat a | instància de           | Detalls | coordenades                                                | Protecció | Commons (més fotos) | Dades a WD                    |
| ------ | ---------------------------- | -------- | ---------------------- | ------- | ---------------------------------------------------------- | --------- | ------------------- | ----------------------------- |
|        | Llupia - Terrats             | Llupià   | estació de ferrocarril |         | 42° 37′ 25″ N, 2° 46′ 13″ E / 42.623722°N,2.770153°E       |           |                     | Modifica les dades a Wikidata |
|        | Recinte fortificat de Llupià | Llupià   | muralla                |         | 42° 37′ 11″ N, 2° 46′ 10″ E / 42.61975°N,2.7693611111111°E |           |                     | Modifica les dades a Wikidata |